# Hydrotor
Przedsiębiorstwo Hydrauliki Siłowej PHS Hydrotor S.A. – polski producent hydrauliki siłowej: siłowników hydraulicznych, pomp zębatych, rozdzielaczy i zaworów hydraulicznych z siedzibą w Tucholi. Hydrotor jest właścicielem: Zakład Elementów Hydrauliki Siłowej Agromet ZEHS Lubań S.A., Wytwórni Pomp Hydraulicznych WPH Wrocław Sp. z o.o., Hydraulika Siłowa HS Hydrotorbis Tuchola Sp. z o.o. oraz Więcborskie Zakłady Metalowe WZM Wizamor Więcbork Sp. z o.o.

## Historia

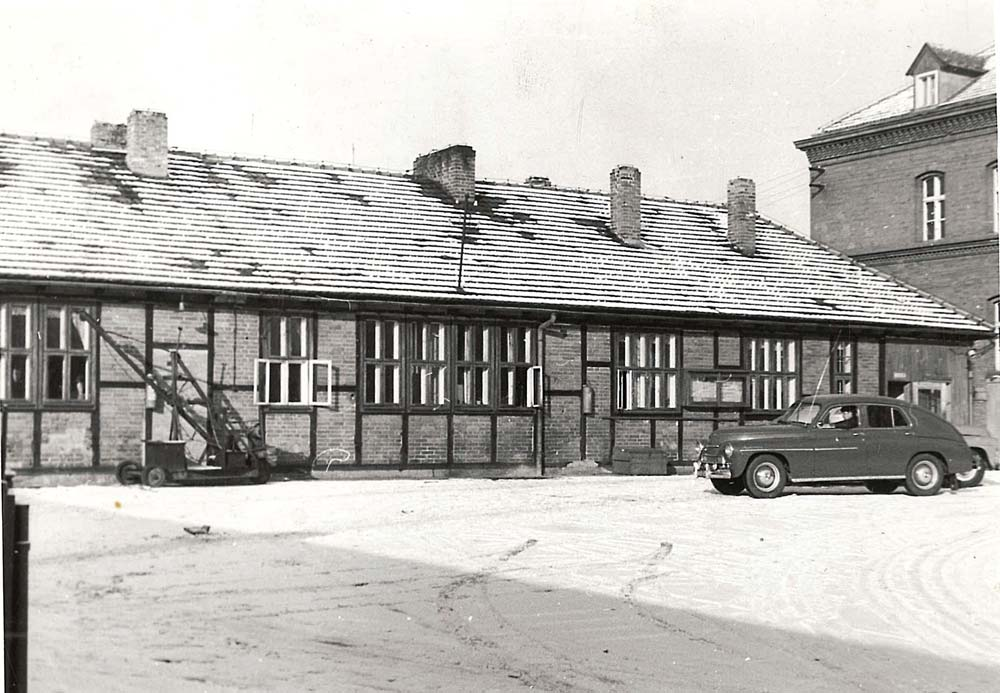
1945 siedziba przedsiębiorstwa na ul. Nowodworskiego

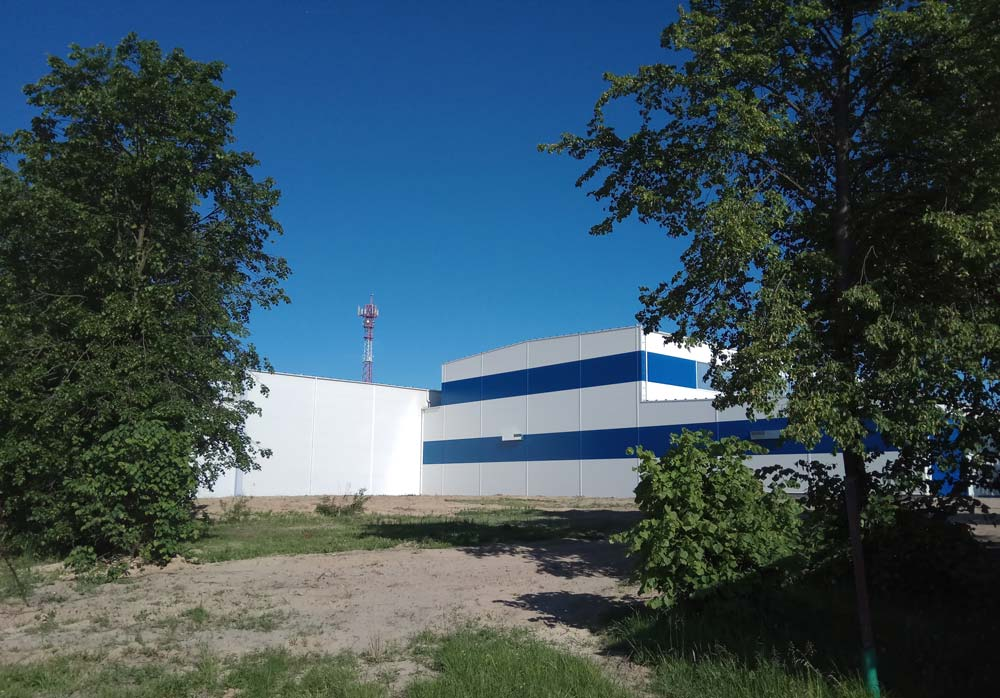
Hala centrum badawczo-rozwojowego oraz wielkich gabarytów

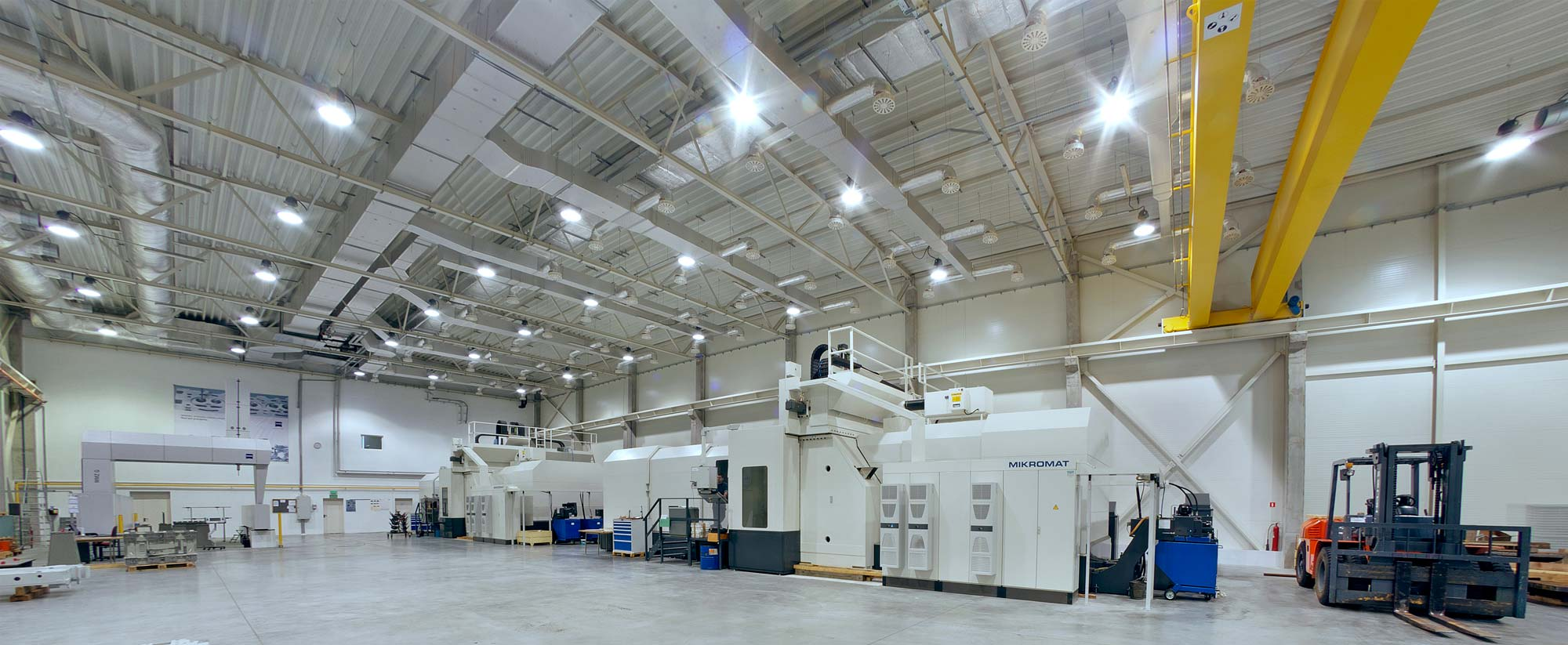
Hala centrum obróbki wielkogabarytowej

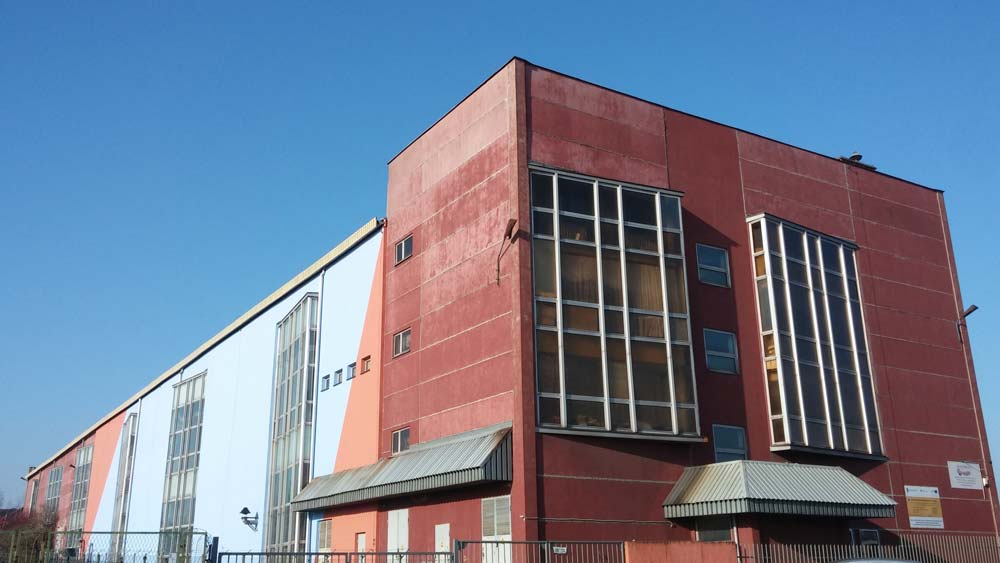
Budynek Hydrotorbis

Początki Hydrotor S.A. sięgają roku 1945, kiedy zostało założone Państwowe Przedsiębiorstwo Traktorów i Maszyn Rolniczych.
Do 1966 roku Zakład specjalizował się w wykonywaniu remontów kapitalnych silników do ciągników oraz wytwarzał części zamienne maszyn rolniczych.
Z dniem 1 stycznia 1966 roku nastąpiła zmiana profilu działalności i powstanie Państwowego Ośrodka Maszynowego POM Tuchola, rozpoczęto regenerację części zamiennych i podzespołów do ciągników oraz maszyn rolniczych metodami uprzemysłowionymi.
W latach 70. rozpoczęto produkcję elementów hydraulicznych: w 1975 roku pomp olejowych do silników, w latach następnych zaworów przelewowych, pomp oraz rozdzielaczy hydraulicznych.
W grudniu 1991 r. na bazie dotychczasowego przedsiębiorstwa państwowego, powstało prywatne Przedsiębiorstwo Hydrauliki Siłowej „Hydrotor” S.A.
Od 1992 roku zainwestowano znaczne środki w maszyny i urządzenia, przede wszystkim w obrabiarki sterowane numerycznie, centra obróbcze, frezarki, a także przeprowadzono kompleksową komputeryzację Spółki.
Spółka Hydrotor S.A. od momentu jej powstania szczególną uwagę zwraca na zwiększenie zdolności produkcyjnych.
Było to konieczne ze względu na bardzo dynamiczny wzrost sprzedaży i poszerzenie asortymentu produkcji.
Potwierdzeniem wysokiego standardu produkcji jest Certyfikat ISO 9001:94 przyznany w lipcu 1996 roku przez jednostkę Certyfikującą TÜV SÜD. Obecnie firma posiada Certyfikat ISO 9001:2015.
Od 1998 r. akcje PHS Hydrotor S.A. notowane są na Giełdzie Papierów Wartościowych w Warszawie.
W roku 2012 powstał nowy wydział firmy – Wydział obróbki wielkogabarytowej jako efekt realizacji prac badawczo-rozwojowych prowadzonych w ramach projektu POIG.1.4-4.1 „Opracowanie i wdrożenie innowacyjnych technologii wysoko-efektywnych procesów precyzyjnej obróbki oraz technologii pomiarowych wielkogabarytowych elementów maszyn”. Projekt współfinansowany przez Unię Europejską z Europejskiego Funduszu Rozwoju Regionalnego w ramach Programu Operacyjnego Innowacyjna Gospodarka. Realizowany był we współpracy z Uniwersytetem Technologiczno-Przyrodniczym w Bydgoszczy oraz Fraunhofer Institut z Drezna. Wydział posiada największą maszynę pomiarową w Polsce – ZEISS MMZ G 30 60 20
W maju 2017 Wydział obróbki wielkogabarytowej otrzymał certyfikat Mikromat 4.0 za zgodność z MS191 (Industry 4.0) w zakresie obróbki precyzyjnej.

## Profil produkcji
Oprócz pomp hydraulicznych zębatych produkowane są Pompy, siłowniki, zasilacze, rozdzielacze, zawory, zamki hydrauliczne, bloki zaworowe i pompy ręczne.
Spółka zajmuje się również regeneracją elementów hydrauliki siłowej produkcji własnej oraz innych producentów.
Spółka oferuje też usługi obróbki skrawaniem w stali, aluminium oraz żeliwie dla szeregu producentów w Polsce i za granicą. Od roku 2012 działa wydział obróbki wielkogabarytowej.

## Wyróżnienia i nagrody
- Wyróżnienie na targach Hydropneumatica 1995
- Dyplom honorowy w konkursie Firma roku 1996 – Gazeta Regionalna – Gazeta Wyborcza
- Tytuł „Dobra Firma Kujawsko-Pomorska” Rzeczpospolita 2007
- Certyfikat „Przejrzysta Firma” otrzymany od firmy D&B, numer DUNS 422356741
- Medal „Eksporter Roku” 2009[3]
- Wyróżnienie w rankingu Diamenty Forbesa 2010[4]
- Tytuł „Dojrzały pracodawca” – 2010[5]
- Złota setka Pomorza i Kujaw
  - 2010 – XV edycja Złotej Setki Pomorza i Kujaw[6]
  - 2011 – XVI edycja Złotej Setki Pomorza i Kujaw[7]
  - 2012 – XVII edycja Złotej Setki Pomorza i Kujaw[8]
- Gepardy Biznesu
  - Hydrotor – 2011[9], 2016[10]
  - Hydrotorbis – Gepardy Biznesu 2012 dla Hydrotorbis[11]
- Gazele Biznesu
  - Hydrotor – 2003, 2006, 2007, 2008, 2009, 2012, 2016[12]
  - Hydrotorbis – 2012[13]
- Wyróżnienie dla wystawcy podczas wystawy Techno 2012 – Wipro
- Efektywna firma 2014[14], 2015[15]
- Indeks Patriotyzmu Polskiego Biznesu
  - 2017: 14 miejsce w kategorii Przedsiębiorstw małych (dane za 2016 rok)
- Brylant Polskiej Gospodarki 2016[16]
- Medal targów Kielce (Pneumaticon 2017)
  - Za typoszereg pomp zębatych o obniżonym poziomie emisji akustycznej serii PC w kooperacji z Politechniką Wrocławską[17].
- Dyplom „Orły Wprost 2017”[18]